# Vier um die Frau
Vier um die Frau (Quatre al voltant de la dona) és una pel·lícula muda alemanya dramàtica del 1921 dirigida per Fritz Lang i protagonitzada per Hermann Böttcher, Carola Toelle i Lilli Lohrer. També és coneguda pel títol alternatiu de Kämpfende Herzen.
Els decorats de la pel·lícula van ser dissenyats pel director d'art Hans Jacoby. Va ser rodat als Estudis Babelsberg. La pel·lícula es va estrenar a la Marmorhaus de Berlín el febrer de 1921.

## Trama
Harry Yquem és un agent immobiliari ric. Es disfressa per comprar una joia per la seva dona Florence (Carola Toelle) en un celler criminal del traficant Upton (Rudolf Klein-Rogge) amb bitllets falsos. Coneix un home en el qual creu reconèixer un antic amant de Florence d'abans del seu matrimoni: és Werner Krafft que ha tornat a la ciutat després d'anys i busca la seva antiga amant Florence. Com que no té diners, busca el seu germà bessó William Krafft per demanar-li diners. Però William s'ha convertit en un bon vivant i un enganyador.
Yquem creu que William és Werner i, per tant, el fa a l'ombra del seu confident Meunier. Finalment, li passa un missatge fals que presumptament Florence vol veure'l i li ofereix una cita, després del qual William condueix a la casa d'Yquem. Yquem el segueix armat, amb l'esperança d'atrapar-lo a ell i a la seva dona. Al mateix temps, però, Meunier s'acosta a Florence per iniciativa pròpia i amb unes intencions clares, que és visiblement confosa.
Werner Krafft ha intentat en va trobar el seu germà William. Quan Werner torna al soterrani d'Upton, l'escolta a ell i al seu assistent. Han descobert el frau d'Yquem amb diners falsos i volen segrestar Florence per extorsionar la quantitat que li deuen a Yquem.
Upton i el seu amic condueixen a la finca d'Yquems, Werner Krafft els persegueix. Els Yquem tenen un enfrontament amb tiroteigs i una gran presència policial, en què es revelen tots els secrets.

## Repartiment
- Hermann Böttcher com el pare de Florence
- Carola Toelle com Florence Yquem
- Lilli Lohrer com a minyona de Florence
- Ludwig Hartau com a Harry Yquem, un corredor
- Anton Edthofer com Werner Krafft i com el seu germà bessó William Krafft
- Robert Forster-Larriga com a Meunier
- Lisa von Marton com a Margot
- Gottfried Huppertz com a cap de cuina
- Rudolf Klein-Rogge com a Upton, un traficnt de joies
- Harry Frank com a Bobby
- Paul Morgan com l'altra traficant de joies
- Gerhard Ritterband com el noi del diari
- Hans Lipschütz com el canalla
- Erika Unruh com la puta
- Edgar Pauly com el cavaller discret
- Leonhard Haskel com a lladre #1
- Paul Rehkopf com a lladre #2

## Restauració
L'historiador del cinema Walther Seidler, un empleat de la Kinemathek de Berlín, va trobar l'any 1986 a la Cinemateca Brasileira de São Paulo una bobina de pel·lícula en portuguès que es va considerar perduda, juntament amb Das wandernde Bild de Lang, a la finca d'un distribuïdor local. Després de dos anys de treballs de restauració, es va tornar a mostrar el 1988 a la Berlinale. La còpia reconstruïda fa 1.618 metres de llargada. Els subtítols s'han traduït del portuguès.